# Cythere infundibulata
Cythere infundibulata is een mosselkreeftjessoort uit de familie van de Cytheridae. De wetenschappelijke naam van de soort is voor het eerst geldig gepubliceerd in 1890 door Brady.